# 10公分35年式噴煙者
10公分35年式噴煙者是一種第二次世界大戰期間德軍所用的重型迫擊炮。就像美國的M2型4.2英寸迫擊炮，它本來用於傳送化學性彈藥，例如毒氣或煙霧彈。而它們的不同之處在於10厘米35年式噴煙者在一開始亦有配備高爆性彈藥。實際上，10厘米35年式噴煙者的設計非常傳統，可以說是按比例增大的GrW 34型81毫米迫擊炮。它可拆解成三塊而方便攜帶。管子部分重31.7（70磅），底座重36.3（80磅），而腳架則重32.2（71磅）。人員可以自行攜帶，但較遠的距離則可用手推車方便運送。每個迫擊砲小隊由一名班長，三名砲手和三個攜帶彈藥者所組成。
起初，10公分35年式噴煙者是配給至德意志國防軍屬下的化學部隊，是如美軍把M2迫擊炮配給至其化學部隊。1941起由10公分40年式噴煙者和15公分41年式噴煙者多管火箭炮所代替。

## 作戰歷史
一開始它們配給至第1至第9噴煙者營，再加上一個教導營（德語：Nebel-Lehr Abteilung）並參與了法國戰役與巴巴羅薩行動。1942年，第10山地迫擊炮營因擴展第222炮兵團而於芬蘭成立。第181步兵師的第222炮兵團曾參加過挪威戰役。

## 外部連結
- 德國炮兵手冊-迫擊炮 TM-E 30-451（页面存档备份，存于）